# Marbach (Eppenschlag)
Marbach ist ein Gemeindeteil von Eppenschlag im niederbayerischen Landkreis Freyung-Grafenau.

## Geographie
Das Dorf liegt nordwestlich des Kernortes Eppenschlag.  Östlich fließt der Klopferbach und verläuft die Staatsstraße 2129, westlich fließt der Röhrmühlbach, südwestlich verläuft die Bundesstraße 85.

## Baudenkmäler
In der Liste der Baudenkmäler in Eppenschlag ist für Marbach ein Baudenkmal aufgeführt:
- Die im Kern wohl aus dem 19. Jahrhundert stammende Kapelle ist ein Satteldachbau mit eingezogenem, halbrund geschlossenem Chor. Das Dach wurde erneuert.

## Persönlichkeiten

### Söhne und Töchter
- Franz Schrönghamer-Heimdal (1881–1962), Heimatdichter und Maler, seit 1951 Ehrenbürger von Passau und Eppenschlag